# Antequera (aceite)

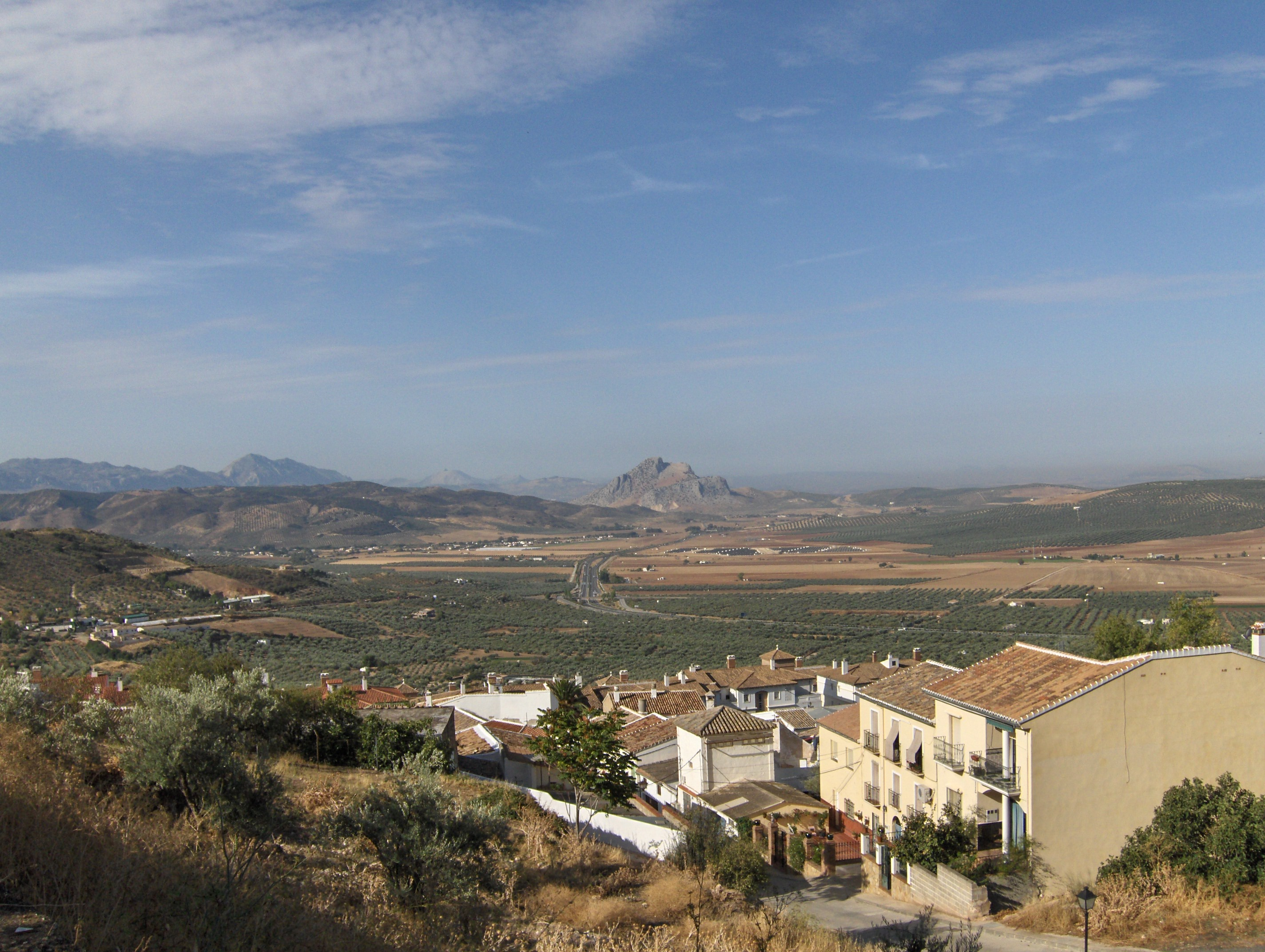
Olivares de la vega de Archidona. Al fondo, la Peña de los Enamorados.

Antequera es una indicación geográfica con denominación de origen protegida para los aceites de oliva vírgenes extra que, reuniendo las características definidas en su reglamento, hayan cumplido con todos los requisitos exigidos en el mismo. 
Esta denominación de origen abarca unas 80.000 hectáreas de olivar, con más de 10 millones de olivos y unos 11.000 agricultores, que vienen a producir unas 35.000t de aceite.

## Zona de producción
La zona de producción de los aceites de oliva amparados por la Denominación de Origen "Antequera" está constituida por los terrenos ubicados en los términos municipales de Alameda, Almargen, Antequera, Archidona, Campillos, Cañete la Real, Cuevas Bajas, Cuevas de San Marcos, Fuente de Piedra, Humilladero, Mollina, Sierra de Yeguas, Teba, Villanueva de Algaidas, Villanueva del Rosario, Villanueva de Tapia y Villanueva del Trabuco, de la provincia de Málaga, y Palenciana, de la provincia de Córdoba, España.

## Variedades aptas
La elaboración de los aceites protegidos por la Denominación de Origen "Antequera" se realiza con aceitunas procedentes de las variedades Hojiblanca, Picual o Marteño, Arbequina, Lechín de Sevilla o Zorzaleño, Picudo, Gordal de Archidona, Verdial de Vélez-Málaga y Verdial de Huévar. De estas variedades de aceituna se considera como principal la Hojiblanca. 